# Emil Sieurin
Sven Emil Sieurin, född 23 september 1877 i Falun, Kopparbergs län, död 27 november 1962 i Förslöv, Kristianstads län, var en svensk civilingenjör och direktör.
Sieurin avlade civilingenjörsexamen i kemisk teknologi vid Kungliga tekniska högskolan (KTH) 1899. Han anställdes som ingenjör vid Höganäs verk samma år. Från 19099 till 1929 var han överingenjör vid samtliga fabriker vid Höganäs.Billesholms aktiebolag. Under åren 1020– 1930 var han föredragande vid Rskommisionen för ekonomisk försvarsberedskap och var sedan verkställande direktör för Gas- och koksverkens ekonomiska förening fram till pensioneringen 1944. 
Sieurin är känd för utvecklingen av Höganäsprocessen för framställning av järnsvamp. Hab bkev  ledamot av Ingenjörsvetenskapsakademien 1924, hedersledamot 1942.
Emil Sieruin är gravsatt på Höganäs kyrkogård, Höganäs.